# Mirko Peti
Mirko Peti (Gornje Bazje kod Virovitice, 1942.) hrvatski je jezikoslovac.

## Životopis
Na Filozofskom fakultetu u Zagrebu diplomirao je 1965., magistrirao 1975., te doktorirao 1998. disertacijom o semantičkom aspektu gramatičke kategorije broja. Tada je bio i voditelj Odsjeka za suvremeni standardni jezik pri Institutu za hrvatski jezik i jezikoslovlje te voditelj projekta Višesvezačni rječnik hrvatskoga jezika. Autor je i urednik nekolicine jezikoslovnih kroatističkih monografija. Nakon objavljivanja disertacije 2005. kao samostalne knjige u izdanju vlastitog Instituta, publiciran je u zagrebačkom filološkom časopisu Književna republika opširan prikaz, koji je toliko odjeknuo da je tiskan i u Njemačkoj u njemačkom prijevodu kako bi se i inozemna akademska zajednica imala priliku upoznati s dosezima znanosti o jeziku u Hrvatskoj.
Bio je član Vijeća za normu hrvatskoga standardnog jezika, stručnog tijela RH za skrb o hrvatskom standardnom jeziku, do raspuštanja Vijeća 8. svibnja 2012. od strane ministra Jovanovića.
Njegova kći Anita Peti Stantić također je zaposlena kao jezikoslovka.

## Nepotpun popis djela
- "Što se i kako u jeziku broji: rasprave o semantici kategorije broja", Matica hrvatska, Zagreb, 2005., ISBN 953-150-724-4
- "Oblici nebrojivosti u hrvatskom jeziku",[3][4] Institut za hrvatski jezik i jezikoslovlje, Zagreb, 2004., ISBN 953-6637-15-4
- "Predikatni proširak", Hrvatsko filološko društvo, Zagreb, 1979.
- "Rasuta baština", Marko Marulić, Split, 1971.